# Call of Duty: Ghosts
A Call of Duty: Ghosts egy 2013-as belső nézetű lövöldözős játék, amelyet az Infinity Ward fejlesztett és az Activision adott ki. Ez a Call of Duty sorozat tizedik fő része, és a hatodik, amelyet az Infinity Ward fejlesztett. A játék 2013. november 5-én jelent meg PlayStation 3-ra, Wii U-ra, Windowsra és Xbox 360-ra, és ez volt az utolsó rész, amely megjelent Nintendo platformokra. A játék a PlayStation 4 és az Xbox One konzolok indulásával egy időben is kiadásra került.

## Játékmenet

### Kampány
A Call of Duty: Ghosts története nagyrészt Logan Walker szemszögéből mesélődik el, de több más játszható karakter is megjelenik. Ezek közé tartozik egy űrhajós specialista, Baker; Thompson őrmester; Elias Walker – a Ghosts egység tagja és Logan édesapja –, valamint egy újdonságként játszható német juhászkutya, Riley, aki a sorozat első nem emberi játszható karaktere.

### Többjátékos mód
A Call of Duty: Ghosts többjátékos módja számos újítást tartalmaz az előző részekhez képest, mivel új mechanikákat vezettek be. A pályák immár tartalmaznak változtatható vagy lerombolható területeket, amelyek taktikai lehetőségeket nyújtanak a játékosoknak. Megjelent egy „nuke-szerű” killstreak jutalom, a KEM Strike, amely képes teljesen elpusztítani és megváltoztatni a pályát. A játékos megszerezheti az ODIN killstreaket is, amit kétféleképpen lehet elérni: vagy meghatározott számú ölés után, vagy ha a játékos megöli az ellenséges csapat legjobb játékosát, majd felvesz egy kék aktatáskát, amely különböző kihívásokat aktivál, amiket teljesíteni kell. Az mesterlövész puskák célzótávcsövei új, úgynevezett „dual render technology”-val lettek ellátva, amely lehetővé teszi, hogy belenagyítás közben is lássuk (homályosan) a távcső körüli területet – ez nagyobb taktikai rálátást biztosít. Október 3-án bemutatták az új többjátékos típust, a Squads módot. A játékos saját osztagot (squadot) hozhat létre, amit más játékosok osztagaival mérhet össze világszerte. Az osztag szintet léphet, és a tagjai úgy viselkednek, mint valódi, egyéni mesterséges intelligenciával rendelkező egységek. A játékban először jelennek meg játszható női katonák, ami a sorozat történetében addig példa nélküli volt, és a karaktertestreszabás szempontjából is fontos mérföldkőnek számít.

## Cselekmény
|  | Alább a cselekmény részletei következnek! |

Egy közel-keleti konfliktus során számos olajtermelő régió megsemmisült. Az ezt követő globális gazdasági és energiaválság hatására Dél-Amerika olajtermelő országai összeálltak, és létrehoztak egy tekintélyelvű katonai diktatúrát, amelyet Amerikák Föderációjának neveztek el. Hamarosan a Föderáció a többi dél-amerikai országot is csatlakozásra kényszerítette vagy bekebelezte, így végül az egész kontinens hivatalosan is egyetlen hatalom alá került. 2017-ben az amerikai hadsereg kapitánya, Elias Walker (Stephen Lang) elmeséli tinédzser fiaiknak, Logannek és David „Hesh” Walkernek (Brandon Routh) a Ghosts legendáját – egy elit egység történetét, amely az összes amerikai különleges műveleti alakulat összefogásával jött létre. Eközben az űrben a Föderáció elfoglalja az ODIN-t (Orbital Defense Initiative), egy amerikai űrfegyverrendszert, amely műholdak hálózatán keresztül kinetikus bombázást alkalmaz. A Föderáció ezt felhasználva elpusztít több várost az Egyesült Államok délnyugati részén. Az amerikai légierő űrhajósai, Baker és Mosley, önfeláldozó módon megsemmisítik az űrállomást, hogy megakadályozzák további rakományok célba juttatását az ország belsejébe. Eközben a Walker család épphogy túléli San Diego pusztulását. Tíz évvel később, a Föderáció tovább terjeszkedett: elfoglalta Közép-Amerikát, a Karib-térséget és Mexikót is. Ezzel párhuzamosan az Egyesült Államok és a Föderáció közötti háború véres állóháborúvá fajult egy olyan frontvonal mentén, amely a megsemmisült városokat öleli fel – ez a terület a „Senkiföldje” néven ismert. A harcok kimerítő, elhúzódó ütközetekké váltak, mivel a Föderáció egyre több egységet vet be a frontvonal áttörésére. Az Egyesült Államok azonban továbbra is tartja az állásait, és a volt amerikai–mexikói határvidéken folytatja a védekezést. 2027-re Hesh és Logan már különleges katonai egység tagjai apjuk, Elias parancsnoksága alatt, és velük tart hűséges, katonai kiképzést kapott német juhászkutyájuk, Riley is. Egy Senkiföldjére vezetett bevetés során észreveszik, hogy a Föderáció egyik ügynöke, Gabriel Rorke (Kevin Gage) épp Ajaxot, a Ghostok egyik tagját vallatja. Hesh és Logan találkoznak más Ghost egység-tagokkal – Thomas Merrickkel (Jeffrey Pierce) és Keegan Russ-szal (Brian Bloom) –, majd megpróbálják kimenteni Ajaxot, ám a mentőakció sikertelen, és Ajax meghal. A testvérek visszatérnek Santa Monicába, ahol az amerikai erők kitartanak a Föderáció támadása ellen, és újraegyesülnek apjukkal, aki felfedi magát mint a Ghosts vezetője. Elias besorozza fiait a Ghosts kötelékébe, miközben elmeséli, hogy a Föderáció dél-amerikai kezdeti terjeszkedése idején, 2015-ben, a venezuelai hadsereg formális vezetője, Diego Almagro tábornok parancsba adta, hogy a Föderáció területén élő, amerikai születésű állampolgárokat fogják el vagy végezzék ki. Ennek hatására Rorke, aki korábban a Ghosts vezetője volt, meggyőzte az amerikai kormányt, hogy küldjék őt és Eliast egy katonai műveletre a Föderáció fővárosába, Caracasba, hogy meggyilkolják a tábornokot. Bár sikeresen megölték Almagrot, Elias kénytelen volt magára hagyni Rorkét, hogy megmentse saját magát és más csapattársait. Nem sokkal később a Föderáció elfogta Rorkét, és kínzásokkal, valamint hallucinogénekkel agymosást végeztek rajta, hogy a Föderáció parancsnokává váljon. A jelenben a Ghostok behatolnak Caracasba, hogy megszerezzék Rorke tartózkodási helyét közeli kapcsolata, Victor Ramos segítségével. Ezt követően megtámadják Rorke bázisát a Mexikói-öbölben, és elfogják őt, azonban a Föderáció erői lelövik a Ghostok gépét, majd kiszabadítják Rorkét. A csapat a Yucatán-félszigeten száll le, ahol tanúi lesznek egy titokzatos Föderációs rakéta indításának. Hogy kiderítsék a rakéta pályáját, a Ghostok behatolnak egy andoki Föderációs bázisra, ahol felfedezik egy új szuperfegyver terveit. Ellenoffenzívát szervezve a Ghostok jelentős sikereket érnek el a Föderáció ellen: megsemmisítik az Atlas nevű olajplatformot az Antarktiszon, és elsüllyesztenek egy rombolót, amely a Rio de Janeiró-i kikötőben egy Föderációs gyárat védett. Ezután a csapat betör a gyárba, és felfedezi, hogy a Föderáció visszafejtette az ODIN-t, és saját űrbombázó rendszerükként, LOKI néven fejlesztette tovább. A gyár lerombolása után a Ghostok Las Vegasban egy menedékhelyen gyülekeznek, de Rorke elfogja őket, és kivégzi Eliast, mielőtt a Ghostok sikeresen megszöknének a Föderáció erői elől. Egy utolsó kétségbeesett erőfeszítésként az Egyesült Államok Haditengerészete az összes megmaradt erőforrását – beleértve az utolsó repülőgép-hordozót, az USS Liberatort – összehangolt, mindenre kiterjedő támadásba vezényli a LOKI űrállomás ellen. Hesh és Logan kilőnek egy rakétát, hogy megsemmisítsék a Föderáció űrközpontját az Atacama-sivatagban, miközben az Egyesült Államok Űrereje átvételi műveletet hajt végre a Föderáció űrállomásán. Átveszik a LOKI irányítását, és saját fegyvereikkel lerombolják a Föderáció hadseregét. Ezután Hesh és Logan megszegik Merrick parancsát, és apjuk bosszúja érdekében üldözőbe veszik Rorkét. Bár Logan meglövi, és a vízbe dobja, hogy megfulladjon, Rorke túléli, elfogja Logant, és agymosással próbálja a Föderáció ügynökévé tenni. A stáblista utáni jelenetben Logan egy ketrecbe zárt vermen belül látható a dzsungelben, vélhetően ugyanazokat a kínzó módszereket éli át, mint korábban Rorke.
|  | Itt a vége a cselekmény részletezésének! |

## Fejlesztés
2013. február 7-én az Activision megerősítette, hogy egy új Call of Duty-játék fejlesztés alatt áll, és 2013 negyedik negyedévében fog megjelenni. A kiadó arra számított, hogy a játék kevesebb példányban fog elkelni, mint a sorozat előző része, a Call of Duty: Black Ops II a hetedik generációs konzolokon (PlayStation 3 és Xbox 360), mivel a piac átáll a következő generációs konzolokra. A sorozat egy új al-sorozatot indít a Ghosts-szal, hogy egybeessen a Sony és a Microsoft nyolcadik generációs konzoljainak piacra lépésével. A játék eredetileg egy teljesen új motorral készült volna, amit a fejlesztő fejlesztett, de később tisztázták, hogy valójában ugyanazt a motort használja, mint a korábbi játékok, „jelentős” fejlesztésekkel. A játék emellett az Umbra Software által fejlesztett Umbra 3 renderelő eszközt is alkalmazza, amely az ún. occlusion culling optimalizálás révén gyorsítja a nagy környezetek renderelési folyamatát — ez egy olyan eljárás, amely kiszűri azokat az objektumokat, amelyek a nézőpontból rejtve vannak, így azokat nem kell megjeleníteni.

## Fogadtatás
| Összegzőoldal | Értékelés |
| ------------- | --------- |
| Metacritic    | 78/100    |

| Szerző         | Értékelés |
| -------------- | --------- |
| CVG            | 7/10      |
| Destructoid    | 5/10      |
| Edge           | 7/10      |
| EGM            | 7,5/10    |
| Eurogamer      | 7/10      |
| Game Informer  | 8/10      |
| GameSpot       | 8/10      |
| GamesRadar+    | 4/5       |
| GameTrailers   | 7/10      |
| GameZone       | 7,5/10    |
| Giant Bomb     | 3/5       |
| IGN            | 8,8/10    |
| Joystiq        | 3,5/5     |
| OPM (UK)       | 8/10      |
| OXM (UK)       | 8/10      |
| OXM (US)       | 8/10      |
| Polygon        | 6,5/10    |
| VideoGamer.com | 7/10      |

A Call of Duty: Ghosts "általánosságban kedvező" értékelést kapott a Metacritic értékelő összesítő oldal szerint.
Az IGN dicsérte a folytatást azért, mert „átfogó változásokat vezetett be, amelyek új életet lehelnek a többjátékos élménybe”, és a kampányt „hosszúnak, kihívásokkal telinek és változatosnak” nevezte.
A GameSpot még ennél is tovább ment a kampány értékelésében, „impozánsnak” és „egy remek válogatásnak a tűzpárbajokból és látványos jelenetekből” nevezve azt.

## Fordítás
Ez a szócikk részben vagy egészben  a   Call of Duty: Ghosts című angol Wikipédia-szócikk ezen változatának fordításán alapul.  Az eredeti cikk szerkesztőit annak laptörténete sorolja fel. Ez a jelzés csupán a megfogalmazás eredetét és a szerzői jogokat jelzi, nem szolgál a cikkben szereplő információk forrásmegjelöléseként.